# Koryong
Koryong (ou Koriong) est un village de la commune de Belel situé dans la région de l'Adamaoua et le département de la Vina au Cameroun.

## Population
En 1967, la localité comptait 177 habitants, principalement des Peuls. Lors du recensement de 2005, 445 personnes y ont été dénombrées.

## Infrastructures
Koryong dispose d'un marché hebdomadaire dominical.